# Zdeněk Zeman
Zdeněk Zeman (* 12. května 1947 Praha) je fotbalový trenér českého původu.
Týmy vedené Zdeňkem Zemanem jsou známé pod přezdívkou Zemanlandia. Zemanlandia je zárukou ofenzivního stylu fotbalu, původně se tímto termínem označoval provinční klub US Foggia, který Zdeněk Zeman v 90. letech dvacátého století dokázal dovést do Serie A, kde šokoval svým ofenzivním systémem 4–3–3 v defenzivně pojaté italské nejvyšší lize. Tento styl fotbalu předběhl svou dobu. Je také důkazem, že i poměrně neznámý tým s omezeným rozpočtem, který má zájem útočit, může porážet i mnohem větší kluby.
Zemanlandia je i název italského dokumentu (55 min., režie Giuseppe Sansonna) z roku 2009 o Zdeňku Zemanovi.

## Život a rodina
Narodil se v Praze-Podolí. Působí v Itálii, kde zůstal v roce 1969 natrvalo, nevrátil se z prázdninového pobytu, který trávil spolu se sestrou Jarmilou v Palermu u strýce. Byl považován za emigranta a do rodné Prahy se znovu podíval až po roce 1989. Strýcem Zdeňka Zemana byl fotbalista (mj. Slavie Praha) a trenér (mj. Juventusu Turín) Čestmír Vycpálek.
Zemanův syn Karel začal též trénovat v Itálii (vedl například tým Reggina Calcio) a Zemanův synovec Zdeněk se věnuje oblasti sportu v Praze (dříve např. manažer komunikace Českého olympijského výboru, AC Sparta Praha, nyní člen vedení Hráčské fotbalové unie).

## Trenérská kariéra
Zdeněk Zeman v Itálii nejprve vedl mládež sicilského Palerma a poté malý amatérský sicilský klub Licata. S neznámou Licatou dokázal postoupit do třetí italské ligy. Licata se střetla i s týmem US Foggia vlastněným neapolským podnikatelem Pasqualem Casillem. Cassilo byl okouzlen stylem hry mladíků z Licaty a Zemana angažoval a poskytl mu čas k vybudování mužstva. V roce 1987 se Zdeněk Zeman stal trenérem Parmy, kde však po sedmi zápasech skončil (předtím v přípravě jeho tým dokázal porazit Real Madrid). Poté následovalo angažmá v sicilské Messině, s níž v sezoně 1988/89 skončil na 8. místě v Serii B.
Casillo přemluvil trenéra Zemana k návratu do Foggie. Po těžkém začátku, kdy si celek osvojoval novou taktiku, se Foggia rozehrála k fantastickým výkonům. V sezoně 1990/91 Foggia skončila na prvním místě Serie B s šestibodovým náskokem (v době, kdy za výhru nebyly 3 body, ale pouze 2), nastřílela 67 gólů (o 19 více než další postupující tým). Tak se zrodila Zemanlandia.
V Serii A se od Foggie příliš nečekalo, maximálně obranná taktika, kterou předváděly malé kluby – nováčci elitní italské ligy. Foggia se však nadále prezentovala oku lahodícím ofenzivním pojetím. Pro tento způsob hry však museli být vhodné typy hráčů, a především fotbalisté s velkou výdrží, neboť vyžadovaný celoplošný presink a aktivní pohyb po celých 90 minut byl fyzicky velmi náročný. Trenérovy kondiční tréninky byly pověstné. Foggii těsně unikl v závěru Serie A postup do evropských pohárů, i tak byla sezóna úspěšná, klub skončil na celkovém devátém místě. Dosud neznámí hráči jako Giuseppe Signori, Francesco Baiano, Igor Kolyvanov, Igor Šalimov, Roberto Rambaudi, Dan Petrescu se stali hvězdami a část z nich si přetáhly movité italské kluby. Zdeněk Zeman je musel nějak nahradit a to se mu podařilo, přišli např. Bryan Roy a později Giovanni Stroppa, Luigi Di Biagio. Po sezoně 1993/94 Zdeněk Zeman z Foggie odešel, usoudil, že s týmem dosáhl maxima. Casillo byl navíc obviněn z korupce a uvězněn.
Zeman za svou kariéru dále trénoval několik dalších mužstev, mezi kterými byly i velkokluby jako Lazio Řím (1994–1997) nebo AS Řím (1997–1999), klub Lazio Řím obdržel pod jeho vedením celkové 2. a 3. místo v italské lize. Do italského fotbalu přivedl Pavla Nedvěda nebo Marka Jankulovského. V oblasti fotbalové taktiky je známým propagátorem rozestavení hráčů 4–3–3. Mimo to je také znám jako velký odpůrce dopingu ve sportu. V rozhovoru pro italský časopis L'Espresso označil v roce 1998 konkrétní hráče, kteří měli užívat steroidy, což zvedlo vlnu rozporuplných reakcí a posléze jeho nucený odchod z AS Řím, ale zároveň i to napomohlo k větší kontrole sportovců.
Zdeněk Zeman je v Itálii obletován nezvykle i fanoušky jiných konkurenčních klubů a jiných sportů, lidé oceňují nejen jeho trenérskou práci, ale i jeho pevný charakter osobnosti. Je často v hledáčku médií, je zván i do mimosportovních pořadů, např. prestižních televizních talk show. Byly o něm natočeny také dva filmy na DVD. Zeman je „svůj“, jako osobnost je pro mnohé charismatický, je málomluvný, působí uzavřeně. Většina hráčů však tvrdí, že to tak úplně není. Je sice přísný, ale jeho bývalí svěřenci na něho nedají dopustit. Velkým přítelem Zemana a jeho rodiny se tak stal například Francesco Totti, hvězda AS Řím.
Zdeněk Zeman se mohl stát několikrát reprezentačním trenérem fotbalistů České republiky. Zatímco mu lidé a odborní novináři dávali preference, funkcionáři vybrali pokaždé někoho jiného. Spekuluje se, že spíše českým funkcionářům vadila jeho nekompromisní povaha, kdy neváhá kritizovat špatné poměry.
V květnu 2012 se strhl zájem o rodáka z Prahy. AS Řím, ACF Fiorentina, SSC Neapol vyslovily zájem o Zemana od sezóny 2012/13. V Interu Milán vznikla petice fanoušků, aby jim vedení Zemana přivedlo jako trenéra. Zeman nemá velký tým spolupracovníků, žádný štáb, není generálním manažerem, je aktivním trenérem, který pracuje každý den na hřišti se svými svěřenci. Působí mladším dojmem, na hřišti při vedení tréninků je plný energie, sám aktivně sportuje. Italové připomínají, že několik let ve velkém fotbale zbytečně ztratil kvůli své odvaze a kritice fotbalových poměrů, to mu totiž někteří mocní funkcionáři nemohli zapomenout a negativně ovlivnili jeho kariéru.

### Delfino Pescara
V sezóně 2011/12 Zdeněk Zeman trénoval klub Delfino Pescara 1936. S mladým týmem vyhrál druhou italskou ligu Serii B (Pescara šla do první ligy Serie A po 20 letech), vybojoval 83 bodů ve 42 zápasech. Dařilo se mu skvěle bavit fanoušky v Serii B, jeho svěřenci nastříleli nejvíce gólů ze všech týmů – rekordních 90 (král střelců ligy Ciro Immobile – 28 gólů) ve 42 zápasech (o 27 více než druhý nejlépe střílející celek). Několika hráčům otevřel dveře do reprezentace. Fanoušky si Zemanovo mužstvo získalo útočným, rychlým, pohledným fotbalem, který se podle odborníků zcela odlišuje od fotbalu, který je v Itálii obvykle k vidění. Oslavují Zemanův styl a jeho charakteristický rukopis.

### AS Řím
Od sezóny 2012/2013 podepsal dvouletou smlouvu s opcí jako hlavní trenér AS Řím, vrací se tak do klubu, ve kterém již v minulosti úspěšně působil a v němž přivedl do velkého fotbalu Francesca Tottiho. Zeman dostál své pověsti a předváděl s týmem útočný a pro diváky atraktivní fotbal, AS Řím měl ale výsledkové výkyvy a vedení klubu Zdenka Zemana nečekaně rychle po 8 měsících (v únoru 2013) odvolalo. Tento krok managementu vyvolal rozpaky u italských odborníků a také nevoli u značné části fanoušků, kteří stáli za Zemanem.
Na podzim 2013 se o Zemanovi opakovaně mluvilo jako o novém trenérovi českého národního týmu. A to však pouze ze strany novinářů, fanoušků (kteří ho upřednostňovali v anketách a internetových hlasování) a některých fotbalových expertů. Z odpovědných funkcionářů FAČR ho nikdy nikdo osobně nekontaktoval.

### Cagliari Calcio
Po ukončení angažmá v AS Řím podepsal v červnu 2014 roční smlouvu s týmem Cagliari Calcio hrajícím v italské Serii A. Dne 28. září 2014 Cagliari připravilo první porážku Interu Milán v sezóně, který na jeho domácím hřišti na San Siru deklasovalo rozdílem třídy 4:1. Dne 21. prosince 2014 změnil proti Juventusu své oblíbené rozestavení 4–3–3 na defenzivnější 4–4–2. Tento taktický krok však nezafungoval a Cagliari podlehlo favoritovi 1:3. O den později 22. prosince byl kvůli nepřesvědčivým výsledkům z pozice odvolán, nahradil ho Gianfranco Zola. V březnu 2015 přišla trenérská rošáda, Zola skončil (vyhrál z 10 zápasů u týmu dva) a nahradil ho opět Zdeněk Zeman. Po měsíci a po osmizápasové sérii bez výhry u týmu opět skončil. Uvedl neshody s hráči.

### FC Lugano
Jen pár měsíců po ukončení trénování v Cagliari podepsal v červnu 2015 smlouvu se švýcarským týmem FC Lugano. V posledním ligovém utkání ročníku 2015/16 se FC Lugano jako nováček zachránilo ve švýcarské Superlize výhrou nad FC St. Gallen 3:0. Trenér Zeman byl oslavován jako autor zázraku, protože v nejvyšší soutěži udržel tým složený převážně z mladých hráčů bez předchozích ligových zkušeností, navíc s ním předváděl atraktivní útočný fotbal. Klub měl nejnižší rozpočet v lize. Média nadšeně mluvila o tom, že český trenér po letech působení v Itálii tentokrát stvořil Zemanlandii ve Švýcarsku. I přes tento úspěch Zeman projevil nezájem dále ve Švýcarsku pokračovat a to už před zápasem FC Lugana ve finále švýcarského poháru.
Začátkem června 2016 definitivně prohlásil, že končí s trénováním FC Lugano a vrací se do Itálie.

### Kandidát pro českou reprezentaci?
Po červnovém odchodu Pavla Vrby z lavičky české reprezentace se opakovaně mluvilo o Zemanovi jako o kandidátovi na trenéra národního týmu. Objevovaly se kladné komentáře od sportovních novinářů, fotbalových odborníků a fanoušků. Zdeněk Zeman v interview pro České noviny až příliš skromně řekl, že by potřeboval čas důkladně poznat všechny hráče, i když se o něm ví, že jeho přehled o českých fotbalistech je veliký, protože sleduje ligu i mládežnické reprezentace. A zmiňuje také nutnost jasných pravidel a koncepci. Nikdo z FAČR Zemana nekontaktoval a šéf Miroslav Pelta nechal do funkce po pár dnech jmenovat Karla Jarolíma.

### Delfino Pescara (návrat)
Zdeněk Zeman se do Pescary vrátil v únoru 2017, aby se pokusil o záchranu v Serii A. Tým převzal na posledním místě ligy a dohodl se na smlouvě do konce sezony 2017/18. V prvním ligovém utkání obnoveného angažmá nastolil oblíbené rozestavení 4–3–3 a jeho tým smetl FC Janov poměrem 5:0. Byla to historicky nejvyšší výhra „delfínů“ v Serii A. Mužstvo však nadále ztrácelo 10 bodů na záchranu v italské nejvyšší soutěži, ta se nakonec nezdařila a Pescara sestoupila do Serie B.